# Most autostradowy im. Armii Krajowej
Most autostradowy im. Armii Krajowej – most drogowy na Wiśle w Grabowcu, w ciągu autostrady A1 i drogi krajowej S10. Łączy toruńskie osiedle Czerniewice z Grabowcem i Złotorią.
Jest to most belkowy o długości 1 km i 3 cm. Liczy trzy przęsła. Jego masa wynosi 41 tys. ton. Jest zbudowany z betonu i stali.
Prace przygotowawcze rozpoczęto w 1989 roku. Budowę mostu rozpoczęto w 1992 i kontynuowano do 1998. Most został oddany do użytku na początku lipca 1998 roku. Pierwotnie miał tylko jedno pasmo ruchu. Drugą nitkę mostu wybudowano w latach 2008–2011. Przed uruchomieniem odcinka A1 z Grudziądza do Torunia w 2013 roku most skupiał ruch na poziomie 13 tys. pojazdów na dobę. Wraz z oddaniem kolejnych odcinków A1 wzrósł ruch na moście.
Od września 1999 most nosi imię Armii Krajowej.